# La Xarxa de Comunicació Local
La Xarxa de Comunicació Local és una plataforma multimèdia de suport a l'audiovisual local que té com a objectius donar resposta a les necessitats del sector i contribuir a la seva dinamització. Per això, treballa en coordinació directa amb els mitjans de comunicació locals adherits (televisions i ràdios locals), per a qui posa a disposició un ampli catàleg de serveis recollit en el Protocol General de Serveis de la XAL, SL. El febrer de 2015, el ple de la Diputació de Barcelona va aprovar l'entrada de les diputacions de Tarragona, Girona i Lleida a la XAL, i en 2021 disposa de 55 televisions de proximitat i 148 ràdios locals. El principal d'aquests serveis n'és l'oferta de continguts, que es dissenya conjuntament amb els mitjans adherits. Un criteri d'actuació que pretén, d'una banda, augmentar la visibilitat dels continguts audiovisuals locals distribuint-los al conjunt de mitjans adherits i ampliar-ne així l'audiència potencial; i, de l'altra, estimular econòmicament el sector.

## Funcionament

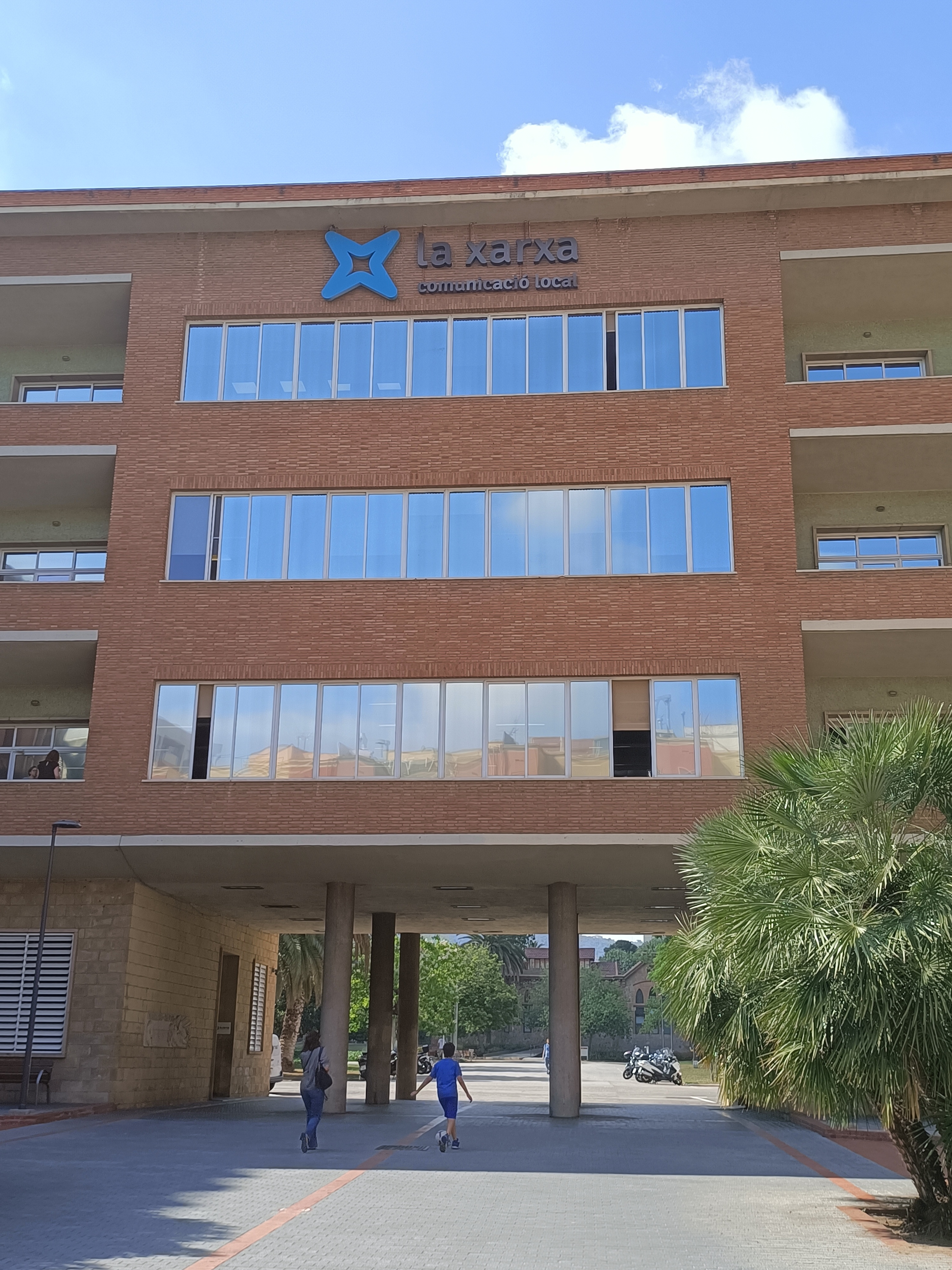
Edifici de La Xarxa a Travessera de les Corts de Barcelona.

La Xarxa treballa en coordinació constant amb ràdios, televisions i mitjans en línia locals adherits, i busca la màxima participació d’aquests mitjans en tots els projectes i genera sistemes de treball basats en la concertació i el treball en xarxa. La marca La Xarxa no té un perfil finalista i opera donant serveis a l'audiovisual local perquè els diferents mitjans millorin els seus sistemes de treball. Entre aquests serveis destaca: eines de treball a les ràdios i televisions locals, eines per emetre continguts, assessorament tècnic, jurídic, lingüístic, comunicatiu, estratègic i documental. A més s'ofereix també formació, cessió o lloguer d’equips i recursos tècnics, gravació de publicitat i suport comercial.
La Xarxa posa a disposició dels mitjans adherits diverses eines per distribuir i compartir continguts. Les ràdios i televisions compten des de 2016 amb una nova eina (XarxaMèdia) que aglutina, en una única plataforma de distribució i gestió de continguts, les que hi havia: la sindicada, l'xn i l'extranet facilitant així a les entitats adherides l'intercanvi de continguts i la gestió de incidències. A més, també es poden veure els continguts a la carta gràcies al xiptv.
A banda de l'oferta de programes, la relació entre els mitjans adherits i la XAL es regula en el marc d'un Protocol General de Serveis que inclou 8 annexos: Serveis generals, Servei de continguts informatius XN, Servei de continguts sindicats, Plataforma de distribució per internet de continguts audiovisuals sota demanda xip/tv i canals d'streaming, Sistemes tècnics, Comercialització, Enregistrament d'àudios corporatius i publicitaris, i distribució de continguts a través de la plataforma Movistar+.

## Història

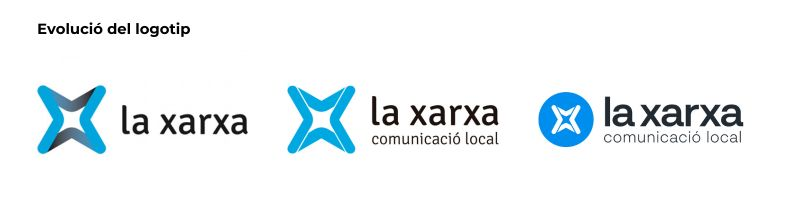
Evolució del logo de La Xarxa

La Xarxa de Comunicació Local inicia l'activitat al gener del 2013 fruit de la integració de diferents entitats de suport a l'audiovisual local: d'una banda, la Xarxa Audiovisual Local (XAL) epe, una entitat pública empresarial de la Diputació de Barcelona que fins llavors gestionava la Xarxa de Televisions Locals, el portal lamalla.cat i el servei de continguts informatius XN; i, de l'altra, l'emissora COM Ràdio, sostinguda pel Consorci de Comunicació Local (CCL).
El primer pas d'aquesta integració es va produir el setembre del 2012, amb la fi de les emissions de COM Ràdio i el naixement de la marca La Xarxa com a plataforma de distribució de continguts radiofònics a emissores locals, sense perfil finalista. Aquest procés es va completar el gener del 2013, quan La Xarxa va integrar també els mitjans de la XAL i va passar a denominar-se La Xarxa de Comunicació Local. La Xarxa és la marca sota la qual actua la societat mercantil Xarxa Audiovisual Local SL. El febrer de 2015, el ple de la Diputació de Barcelona va aprovar l'entrada de les diputacions de Tarragona, Girona i Lleida a la XAL, refermant el seu paper com a única estructura supramunicipal de suport a l'audiovisual local del país.
L'any 2016 es va presentar el projecte La Xarxa Televisions, un canal gestionat per La Xarxa i la Diputació de Barcelona que emetrà els principals esdeveniments de les televisions locals en directe, com les diades castelleres, els programes de divulgació i entreteniment i les retransmisisions de futbol, bàsquet, hoquei patins i rugbi, a través del dial 159 de Movistar+.
Al juny del 2018, la Xarxa inicia en el camí del streaming amb la creació de Xala!, una plataforma de distribució de continguts audiovisuals de proximitat en streaming. Es convertí en la primera plataforma OTT en català i tenia, entre els seus principals valors, ser un espai per a la distribució de continguts de proximitat en l’àmbit digital i cap als nous públics. En els seus inicis va començar centrant-se en el món casteller, però més endavant va ampliar la seva oferta cap a altres sectors, com documentals, esports o continguts seriats produïts per les televisions locals. La Xala! arriba a comptar amb més de 80.000 usuaris registrats.
Al febrer del 2023, La Xarxa crea La Xarxa+, que substitueix a la plataforma audiovisual XALA!. La Xarxa+ és la plataforma OTT de les televisions i ràdios locals, que permet accedir a la programació en directe de més de 30 canals locals i recuperar-ne els continguts de fins a set dies enrere.

## Llista d'entitats que integren La Xarxa
Televisions
| - Andorra Televisió - Balaguer TV - Banyoles Televisió - betevé - Canal 10 Empordà - Canal 21 Ebre - Canal Blau - Canal Camp - Canal SET - Canal Reus |  | - Canal Taronja Anoia - Canal Taronja Central - canal te - Canal Terrassa - Cugat Mèdia - El 9 TV - El Prat TV - Empordà TV - ETV - Gavà Televisió |  | - La Palma TV - Lleida TV - tvmataró - Maricel TV - Martorell TV - Mollerussa TV - Nord TV - Olot Televisió - Penedès TV - Pirineus TV - Sant Andreu TV |  | - TAC 12 - Tàrrega TV - TV Cardedeu - Televisió El Vendrell - TV Costa Brava - TV La Selva - TV L'Hospitalet - TV Sant Cugat - TV Sabadell · Vallès - TV Vandellòs - TV10 Sant Esteve |  | - Televisió de Badalona - Televisió de Girona - Televisió del Berguedà - Televisió del Ripollès - Televisió El Vendrell - Terramar Tarragona - Terramar Garraf - Penedès - Vallès Visió - Vídeo Ascó Televisió - VOTV |

Ràdios
| - Alcanar Ràdio - Alcover Ràdio - Alpicat Ràdio - Altafulla Ràdio - Amposta Ràdio - Antena Aldaia - Antena Caro - BAS Ràdio - Bellvei Ràdio - betevé ràdio - BXC Ràdio - CAM Ràdio - Canal 20 Olèrdola - Canal Blau FM - Canyelles Ràdio - Castellet Ràdio - Cerdanyola Ràdio - Constantí Ràdio - Cugat Mèdia - Domenys Ràdio - El 9FM - El Prat Ràdio - EMUN FM Ràdio - Enveja Ràdio - Girona FM - La Cala Ràdio - La Plana Ràdio - La Veu de Sant Joan - LANOVA Ràdio - L'Espluga FM Ràdio - Llagostera Ràdio - mataró ràdio - Montbui Ràdio - Olesa Ràdio - Ona Bitlles |  | - Ona Codinenca - Ona La Torre - Ona Malgrat - Pardines Ràdio - Premià Mèdia - Ràdio 010 - Ràdio Abrera - Ràdio Almacelles - Ràdio Arbúcies - Ràdio Arenys - Ràdio Arenys de Munt - Ràdio Banyeres - Ràdio Barberà - Ràdio Batea - Ràdio Begues - Ràdio Bellpuig - Ràdio Bonmatí - Ràdio Breda - Ràdio Calella - Ràdio Cambrils - Ràdio Camprodon - Ràdio Canet - Ràdio Cap de Creus - Ràdio Cardedeu - Ràdio Castellar - Ràdio Castellterçol - Ràdio Celrà - Ràdio Cervelló - Ràdio Ciutat de Badalona - Ràdio Ciutat de Tarragona - Ràdio Ciutat de Valls - Ràdio Corbera - Ràdio Cunit - Ràdio Delta - Ràdio El Vendrell - Ràdio Falset - Ràdio Granollers - Ràdio Joventut |  | - Ràdio L'Ametlla - Ràdio l'Escala - Ràdio l'Hospitalet de l'Infant - Ràdio La Selva - Ràdio La Vall - Les Preses - Ràdio Les Planes - Ràdio Llançà - Ràdio Llavaneres - Ràdio Manlleu - Ràdio Maricel - Ràdio Martorell - Ràdio Masquefa - Ràdio Moià - Ràdio Molins de Rei - Ràdio Mollet - Ràdio Montblanc - Ràdio Montesquiu - Ràdio Montgrí - Ràdio Montornès - Ràdio Móra la Nova - Ràdio Morell - Ràdio Municipal de Campdevànol - Ràdio Municipal de Terrassa - Ràdio Nacional d'Andorra - Ràdio Palafolls - Ràdio Palamós - Ràdio Pallejà - Ràdio Pineda - Ràdio Pista - Ràdio Ponent Mollerussa - Ràdio Puig-Reig - Ràdio Ràpita - Ràdio Roda - Ràdio Rosselló - Ràdio Sabadell - Ràdio Sallent - Ràdio Sant Andreu - Ràdio Sant Cebrià |  | - Ràdio Sant Esteve - Ràdio Sant Feliu - Ràdio Sant Fruitós - Ràdio Sant Gregori - Ràdio Sant Hilari - Ràdio Sant Joan - Ràdio Sant Sadurní - Ràdio Sant Vicenç - Ràdio Santpedor - Ràdio Santvi - Ràdio Sarrià - Ràdio Seu - Ràdio Silenci - Ràdio Sió - Ràdio Taradell - Ràdio Tàrrega - Ràdio Tordera - Ràdio Tortosa - Ràdio Tossa - Ràdio Tremp - Ràdio Vallromanes - Ràdio Vic - Ràdio Vila - Ràdio Vilafant - Ràdio Vilafranca - Ràdio Vila-sacra - Ràdio Vilassar de Dalt - Ràdio Vitamènia - Ràdio Voltregà - Roda de Berà Ràdio - Sarroca Ràdio - Selva FM - Solsona FM - Tarragona Ràdio - UA1 Lleida Ràdio - Vacarisses Ràdio - Vilassar Ràdio |

## Premis i reconeixements
- Premi Card de l'Associació de Dones Periodistes de Catalunya, 2008.[9]
- Premi Nacional de Comunicació 2014 en la categoria de Comunicació de proximitat[10]